# Dealey Plaza
Dealey Plaza est une place de Dallas, devenue célèbre pour avoir été le lieu où le président des États-Unis, John Fitzgerald Kennedy, a été assassiné le 22 novembre 1963.

## Histoire
Dealey Plaza est une place arborée qui a été achevée en 1940 à la limite ouest du centre de Dallas. À l'extrémité ouest de la place, trois rues, Main Street, Elm Street et Commerce Street, convergent et passent sous un pont de chemin de fer (endroit connu sous le nom de Triple Underpass à Dallas).

## Assassinat de Kennedy

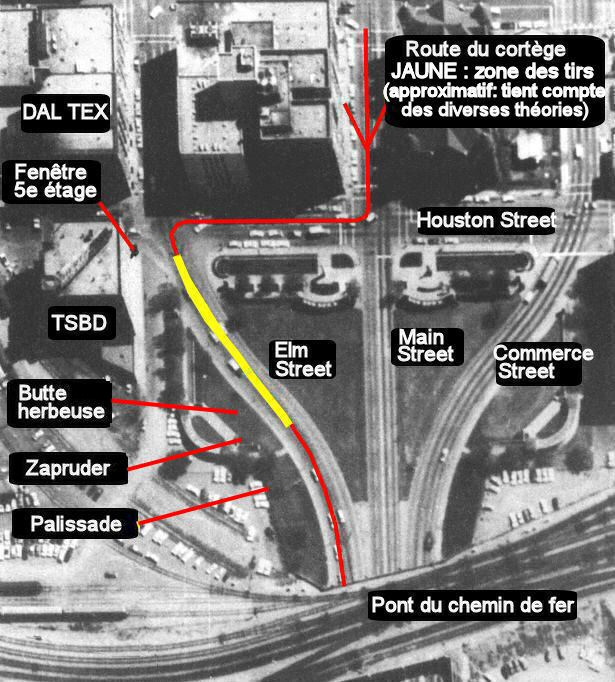
Dealey Plaza, d'après le rapport de la Commission Warren. Des annotations ont été ajoutées pour représenter le trajet du cortège présidentiel. Le nord est à gauche.

Au nord de Dealey Plaza, au coin de Elm Street et Houston Street, se trouve le Texas School Book Depository, l'immeuble duquel, selon les conclusions des enquêtes officielles rendues par la Commission Warren (du nom du président de cette commission d'enquête Earl Warren), Lee Harvey Oswald aurait tiré et assassiné le président.
Elm Street est bordée, sur son côté droit, par une zone herbeuse qui monte en pente douce vers quelques monuments en béton et un parking délimité par une palissade. Cette zone est connue sous le nom de Grassy Knoll (talus herbeux).
Selon certaines théories du complot, et selon le House Select Committee on Assassinations (HSCA), c'est de ce talus herbeux ou de derrière la palissade qu'au moins un coup de feu aurait été tiré sur le président (quoique le HSCA estime que cette balle n'a rien touché).
Dealey Plaza est devenu un monument historique protégé en 1993 à la suite de l'intervention de l'administration Clinton (une plaque est déposée sur les lieux). Les nombreux visiteurs de la Plaza peuvent donc la voir dans son état général de 1963, quoique certains détails, tels que les signaux routiers ou les lampadaires aient été changés ou déplacés.
En 2003, la ville de Dallas a approuvé un projet de rétablissement de Dealey Plaza dans son état exact de 1963[réf. nécessaire].